# Elaidinsäure
Elaidinsäure (von gr. elaion, „Öl“) ist eine einfach ungesättigte Fettsäure. Das Molekül enthält eine unverzweigte Kette von 18 Kohlenstoffatomen, in deren Mitte sich eine einzige Doppelbindung befindet. Da sich beide Teile der Kette in trans-Anordnung an der Doppelbindung befinden, wird auch von einer trans-Fettsäure gesprochen.
Die chemische Formel ist also CH3–(CH2)7–CH=CH–(CH2)7–COOH, der systematische Name trans-9-Octadecensäure. Das entsprechende cis-Isomer, das in der Natur weitaus häufiger vorkommt, heißt Ölsäure.
Die Elaidinsäure bildet farblose Kristalle der Dichte 0,87 kg/l, die bei 44 bis 45 °C schmelzen.
Fette (Triester des Glycerins) mit einem Elaidinsäure-Rest können – unerwünscht – bei der Fetthärtung entstehen, kleinere Anteile solcher Glyceride finden sich aber auch im Milchfett, Rindertalg und anderen Fetten von Wiederkäuern.

## Analytik
Der Nachweis und die Gehaltsbestimmung von Elaidinsäure wird in der Regel durch Gaschromatographie des Methylesters durchgeführt; ergänzend kann eine Trennung der ungesättigten Isomere mit Silbernitrat-Dünnschichtchromatographie erfolgen.